# Medal Żukowa
Medal Żukowa (ros. Медаль Жукова) – rosyjskie odznaczenie wojskowe, włączone również do systemu odznaczeniowego na Białorusi i Ukrainie. Nazwa upamiętnia marszałka Gieorgija Żukowa (1896–1974), radzieckiego dowódcę i czterokrotnego Bohatera Związku Radzieckiego. 

## Historia
Odznaczenie zostało ustanowione w dniu 9 maja 1994 dekretem nr 930 Prezydenta Federacji Rosyjskiej wraz z orderem Żukowa dla upamiętnienia zasług marszałka Żukowa w czasie II wojny światowej, w uznaniu jego roli w budowie sił zbrojnych i umacnianiu obronności kraju w 100. rocznicę jego urodzin. W dekrecie tym wymieniono jedynie jego nazwę, natomiast jego opis i statut miał być określony później.
W dniu 6 marca 1995 roku dekretem nr 243 ustanowiono statut i wygląd odznaczenia, statut medalu następnie zmieniony dnia 30 grudnia 1995 roku dekretem nr 1334. W dniu 7 października 2010 dekretem nr 1099 po raz kolejny zmieniono jego statut oraz wygląd. Statut zmieniono w ten sposób, że może być nadawany wszystkim wojskowym, a nie tylko weteranom II wojny światowej, w opisie medalu zmieniono materiał, z którego jest produkowany, mosiądz zastąpiono srebrem oraz zmieniono wygląd rewersu. 
Odznaczenie to zostało również przyjęte w innych państwach WNP. W dniu 18 września 1997 roku ukazem nr 477 prezydenta Białorusi został uznany za odznaczenie państwowe Białorusi. W dniu 18 marca 1998 ukazem 198/98 prezydenta Ukrainy uznano go za odznaczenie państwowe Ukrainy. Odznaczenie w tych państwach jest nadawane jedynie weteranom II wojny światowej będącym obywatelami tych państw.

## Zasady nadawania
Odznaczenie było nadawane żołnierzom i pracownikom cywilnym Armii Czerwonej, Floty Wojennej, żołnierzom wojsk NKWD, partyzantom i członkom ruchu oporu za odwagę, wytrwałość i męstwo wykazane w walce z faszystowskim niemieckim najeźdźcą i japońskimi militarystami.
Podstawą do nadania odznaczenia są dokumenty potwierdzające bezpośredni udział w wielkiej wojnie ojczyźnianej w latach 1941–1945 w składzie Armii Czerwonej lub w walkach przeciwko Japonii. 
Początkowo medal mógł być nadawany tylko weteranom II wojny światowej, ale dekret nr 1099 z dnia 7 września 2010 roku zmienił jego statut, umożliwiając nadawanie go żołnierzom za odwagę, poświęcenie i osobiste męstwo wykazane w działaniach bojowych w obronie kraju i państwowych interesów Federacji Rosyjskiej, a w szczególności wzorowe wykonywanie służby wojskowej, zadań bojowych oraz za doskonałe przygotowanie bojowe wykazane w czasie ćwiczeń i manewrów wojskowych.
Zgodnie ze statutem odznaczenie przyznawano tylko osobom żyjącym, jednak zgodnie z dekretem nr 519 z dnia 15 września 2018 roku może także być nadawane pośmiertnie. Natomiast osoby, którym nadano już order Żukowa, nie mogły być nagrodzone tym medalem.

## Opis odznaki
Odznaka medalu wykonana jest z mosiądzu, a od 2010 ze srebra i ma kształt koła o średnicy 32 mm.
Na awersie znajduje się popiersie marszałka Żukowa w mundurze z przypiętymi czterema Złotymi Gwiazdami Bohatera Związku Radzieckiego i Orderem Zwycięstwa. W górnej części odznaki znajduje się napis ГЕОРГИЙ ЖУКОВ (pol. Gieorgij Żukow), a na dole wieniec z liści laurowych i dębowych.
Na rewersie w centralnej części znajduje się data 1896–1996, a w dolnej części wieniec z liści laurowych i dębowych. Taki wygląd rewersu obowiązywał w latach 1995–2010, zanim zgodnie z dekretem nr 1099 z dnia 7 września 2010 został on zmieniony. Po zmianie na rewersie w środkowej części znajduje się napis ЗА  ОТЛИЧИЕ  В СЛУЖБЕ (pol. Za wzorową służbę), poniżej znajduje się numer, a na dole wieniec z liści laurowych i dębowych. Wzór według opisu z dekretu nr 1099 nie wszedł jednak do użycia, gdyż dekretem nr 1631 z dnia 16 grudnia 2011 określono nowy wzór (załącznik nr 6) – w górnej części znalazła się data 1896–1996, w środkowej części numer medalu, a w dole wieniec z liści laurowych i dębowych.
Medal zawieszony jest na pięciokątnej blaszce obciągniętej jedwabną wstążką o szerokości 24 mm. Lewa połowa wstążki jest koloru czerwonego, a prawa połowa ma wstążkę Orderu św. Jerzego – trzy czarne i dwa pomarańczowe paski, naprzemiennie o szer. 2 mm i po bokach jeden pasek pomarańczowy o szer. 1 mm.